# Плєхов Василь Іванович
Василь Іванович Плєхов (Пльохов) (нар. 17 вересня 1924, село Михайлівка, тепер Первомайського району Харківської області) — український радянський діяч, голова колгоспу «Україна» села Закутнівки Первомайського району Харківської області. Депутат Верховної Ради УРСР 10-го скликання.

## Біографія
З лютого 1942 по 1947 рік — в Червоній армії. Учасник німецько-радянської війни. Служив сапером 328-го армійського інженерного батальйону 69-ї армії, командиром відділення розвідки 328-го армійського інженерного батальйону 35-го гвардійського стрілецького корпусу та 5-го гвардійського кавалерійського Донського козачого корпусу. Був учасником параду Перемоги у Москві в 1945 році.
Член ВКП(б) з 1945 року.
Освіта середня спеціальна.
У 1947—1950 роках — бригадир, голова колгоспу «Червоний Жовтень» села Михайлівки Первомайського району Харківської області.
З 1950 року — голова колгоспу «Україна» села Закутнівки Первомайського району Харківської області.
Потім — на пенсії в смт. Первомайський Харківської області.

## Нагороди
- орден Леніна
- орден Жовтневої Революції
- орден Вітчизняної війни І ст. (18.05.1944)
- два ордени Вітчизняної війни ІІ ст. (20.02.1944, 6.04.1985)
- медаль «За відвагу» (19.08.1943)
- медаль «За оборону Сталінграда»
- медалі
- заслужений працівник сільського господарства Української РСР